# Erilaz

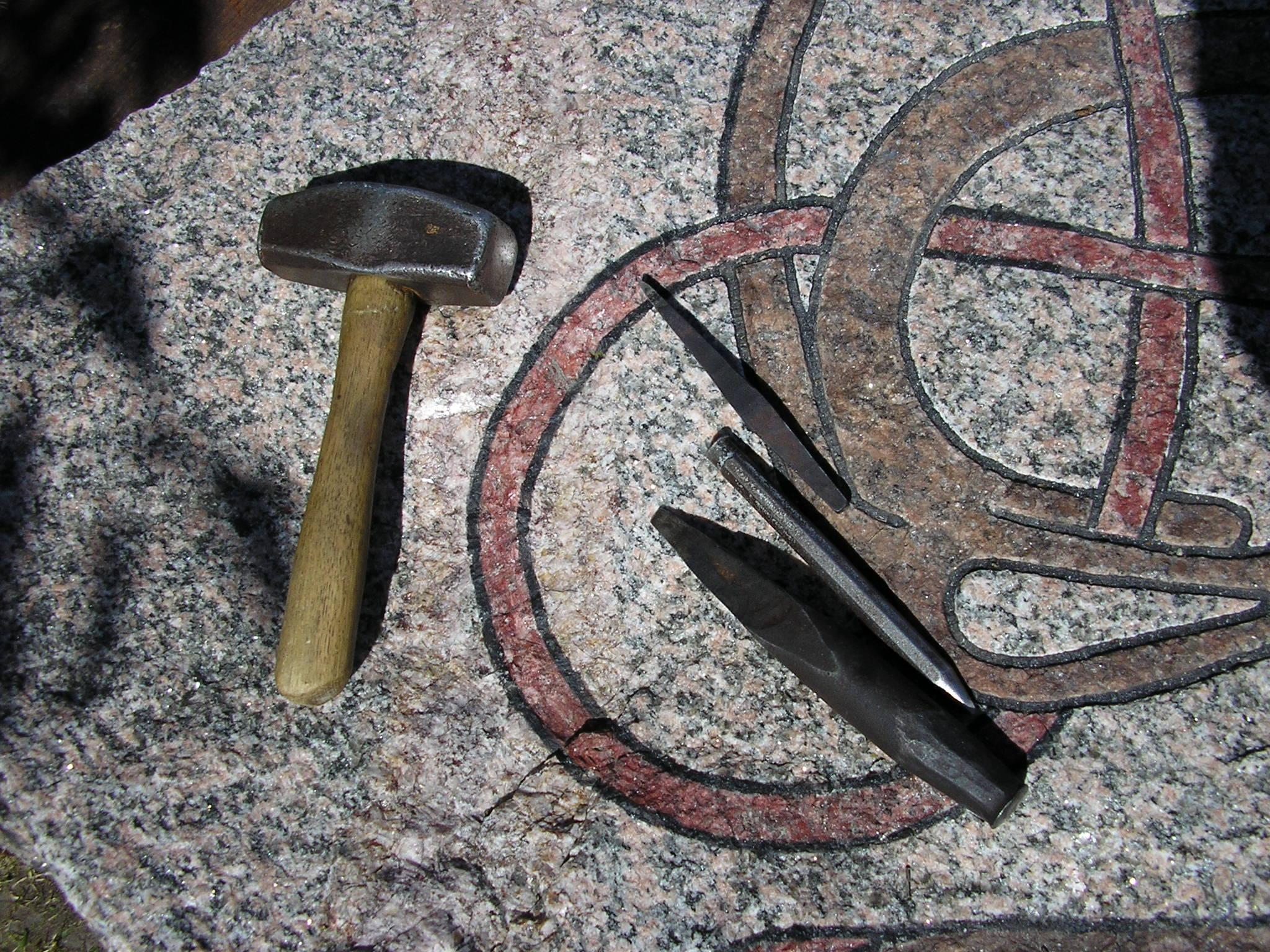
Una piedra rúnica moderna de Kalle Dahlberg.

Un erilaz, grabador de runas o maestro rúnico es un especialista en la escritura rúnica sobre piedra. A diferencia de otras regiones de Europa durante la Alta Edad Media, muchos escandinavos probablemente sabían leer y escribir, bien sobre hueso o madera. Sin embargo, era complicado grabar sobre piedra, por lo que surgió la figura del grabador de runas. A lo largo del siglo XI, cuando fueron grabadas la mayoría de las piedras rúnicas, ya había ciertos especialistas que eran contratados para grabar, decorar y erigir las piedras; cuando se terminaba el trabajo, a veces finalizaba el escrito mencionando al erilaz, convirtiendo estos monumentos históricos en los primeros ejemplos de obras de arte firmadas por el autor.
Se conocen más de un centenar de grabadores de runas de la Era vikinga en Suecia, la mayoría del siglo XI en el este de Svealand. Ciertas obras anónimas tienen los rasgos característicos de algunos autores conocidos y por lo tanto se les atribuyen la autoría.

## Etimología
La palabra procede del protogermánico ancestro del anglosajón eorl y sus derivados, que significa «hombre, guerrero, noble». También es un derivado de *erōn, «lucha, batalla», por lo tanto el significado más aproximado sería «aquel que lucha, guerrero», aunque también se ha vinculado a *arōn («águila»).

## Odín
Según Hávamál, estrofa 138, Odín, el dios principal del panteón nórdico, se considera el primer Erilaz o «sabio de las runas».

## Notables maestros grabadores
Entre los grabadores rúnicos medievales conocidos destacan:
- Åsmund Kåresson
- Balle
- Fot
- Frögärd i Ösby
- Halvdan
- Öpir
- Torgöt Fotsarve
- Ulf de Borresta
- Visäte